# Drip Fed Fred
"Drip Fed Fred" är en låt av det brittiska ska/popbandet Madness. Den är skriven av pianisten Michael Barson och saxofonisten Lee Thompson.
Ian Dury medverkar i sången, och det skulle bli hans sista inspelning innan han avled i lungcancer i mars 2000. När de framförde den på Top of the Pops blev det även hans sista tv-framträdande.
"Drip Fed Fred" låg två veckor på englandslistan och nådde som bäst en femtiosjätte (56) placering. Även om den inte hade promotats någonting, blev det ändå en besvikelse, mest för att Ian Dury's sista framträdande inte fick större framgång.
"Drip Fed Fred" är med på albumet Wonderful.

## Låtlista
CD (version 1)
1. "Drip Fed Fred (The Conspiracy Mix)" – (Lee Thompson, Michael Barson) – 4:13
2. "Elysium" (Thompson, Daniel Woodgate) – 3:53
3. "Light Of The Way" (Carl Smyth) – 2:41

CD (version 2)
1. "Drip Fed Fred (The Conspiracy Mix)" (Thompson, Barson) – 4:13
2. "Elysium" (Thompson, Woodgate) – 3:53
3. "We Want Freddie" (Thompson, Barson) – 3:41